# أروته وتوفابود
أروته وتوفابود (بالإنجليزية: Aroteh & Tovapod)‏ في أساطير هنود توبي Tupi في البرازيل: ساحران جلبا أول الرجال والنساء من تحت الأرض.
ففي البداية لم يكن هناك رجال ولا نساء على ظهر الأرض؛ لأنهم كانوا جميعا يعيشون تحت الأرض، وكانت لهم أسنان عبارة عن أنياب طويلة تشبه أنياب الدب البري، وكان يوجد بين أصابع أيديهم وأرجلهم جلد يشبه ما يوجد عند البط.
وكان الطعام تحت الأرض ضئيلًا لا يكفيهم ليقتاتوا منه. وذات يوم اكتشف الرجال والنساء طريقا يصعد بهم إلى ظهر الأرض، والتقوا باثنين من السحرة هما أروته وتوفابود؛ فسرقوا ما معهما من فول سوداني وذرة.
وقد اعتقد الساحران في البداية أن بعض الحيوانات هي التي سرقت ما معهما من طعام. لكنهما عندما تتبعا آثارهم عرفوا الثقب الذي خرج منه البشر؛ فبدأوا يحفرون حوله، وسمعوا حركات تحت الأرض، وكلما خرج البشر من الثقب أخذ الساحران في قص الأنياب والجلد بين الأصابع ليتخذوا شكل الموجودات البشرية كما نعرفها اليوم.
وعلى الرغم من أن عددا ضخما من الرجال والنساء صعدوا إلى ظهر الأرض، فقد بقي بعضهم تحت الأرض. وعندما يموت أولئك الذين خرجوا إلى سطح الأرض فإنَّ الشعب الموجود تحت الأرض المسمى كينو Kinno سوف يصعد لتعميرها من جديد.